# Eutegaeus fueginus
Eutegaeus fueginus är en kvalsterart som beskrevs av Arcidiacono 1993. Eutegaeus fueginus ingår i släktet Eutegaeus och familjen Eutegaeidae. Inga underarter finns listade i Catalogue of Life.